# Deary
Deary és una població dels Estats Units a l'estat d'Idaho. Segons el cens del 2000 tenia 552 habitants.

## Demografia
Segons el cens del 2000, Deary tenia 552 habitants, 214 habitatges, i 156 famílies. La densitat de població era de 355,2 habitants per km².
Dels 214 habitatges en un 33,2% hi vivien nens de menys de 18 anys, en un 62,1% hi vivien parelles casades, en un 5,1% dones solteres, i en un 27,1% no eren unitats familiars. En el 21% dels habitatges hi vivien persones soles el 5,6% de les quals corresponia a persones de 65 anys o més que vivien soles. El nombre mitjà de persones vivint en cada habitatge era de 2,58 i el nombre mitjà de persones que vivien en cada família era de 2,97.
Per edats la població es repartia de la següent manera: un 26,4% tenia menys de 18 anys, un 10,1% entre 18 i 24, un 27,2% entre 25 i 44, un 23% de 45 a 60 i un 13,2% 65 anys o més.
L'edat mediana era de 36 anys. Per cada 100 dones de 18 o més anys hi havia 102 homes.
La renda mediana per habitatge era de 36.167 $ i la renda mediana per família de 40.750 $. Els homes tenien una renda mediana de 31.875 $ mentre que les dones 19.688 $. La renda per capita de la població era de 16.244 $. Aproximadament el 7,3% de les famílies i el 8,7% de la població estaven per davall del llindar de pobresa.

## Poblacions més properes
El següent diagrama mostra les poblacions més properes.